# N73 (België)
De N73 is een gewestweg in de Belgische provincie Limburg. Hij verbindt Tessenderlo met Kessenich.

## Traject
De N73 is een belangrijke oost-westverbinding in Limburg en werd door de Vlaamse overheid aangeduid als primaire weg type II: een weg met een verzamelende functie op Vlaams niveau. De weg bevindt zich tussen twee wegen met een gelijkaardige functie: de N71 en de N75.
De weg start in Tessenderlo bij afrit 25a van de A13/E313. Hier is maar een kort stuk van de N73 al aangelegd. Wat de rest van het traject Tessenderlo - Heppen betreft, is het tot nu toe bij plannen en ideeën gebleven. In 1977 werd er al een brug over het Albertkanaal aangelegd maar deze werd pas op 22 oktober 2018 in gebruik genomen. Vanaf Heppen loopt de N73 via Leopoldsburg, Hechtel, Wijchmaal, Peer (omleidingsweg ten noorden van het centrum), Ellikom (ten noorden van het centrum), Bree (omleidingsweg ten zuiden van het centrum) en Kinrooi naar Kessenich. Ten noorden van Hechtel en ten zuiden van Wijchmaal werden in het gewestplan ook omleidingswegen voorzien. Deze zullen echter niet meer aangelegd worden.
Het grootste deel van de N73 heeft twee rijstroken. Uitzonderingen zijn het korte stuk in Tessenderlo en het weggedeelte tussen het kruispunt met de N76 in Bree en de gemeentegrens Bree - Kinrooi; hier zijn er vier rijstroken met een middenberm. Tussen Leopoldsburg en Hechtel, loopt de N73 dwars door het Kamp van Beverlo, een militair gebied waar militaire voertuigen (jeeps, vrachtwagens, tanks, .....) rijden.

## Belangrijke bruggen
Van west naar oost:
- over de A13/E313 in Tessenderlo
- over het Albertkanaal in Oostham (brug bij Oostham)
- over de Zuid-Willemsvaart in Bree

## Aftakkingen

### N73a
De N73a zijn twee verbindingswegen in de plaats Bree, beide tussen de N73 en de R73. Het oostelijke gedeelte van de N73a heeft een lengte van ongeveer 1,2 kilometer en verloopt via de Bruglaan en Malta. Hierbij wordt onderweg de N793 gekruist.
Het westelijke gedeelte van de N73a gaat over de Nieuwstadpoort en heeft een lengte van ongeveer 500 meter. Onderweg wordt de N76j gekruist.

### N73b
De N73b is een 3,1 kilometer lange verbindingsweg door de plaats Peer heen. Dit is de oude route van de N73, die nu zelf om Peer heen gaat. De route verloopt via de Steenweg Wijchmaal, Kerkstraat, Markt, Oudestraat en Baan naar Bree. Zowel aan het begin als aan het eind sluit de N73b aan op de N73.

### N73z
De N73z is een verbindingsweg in de N73 in de plaats Leopoldsburg. De route gaat over de Koningsstraat, Jacoletstraat en Kolonel van Heesbekestraat. De N73z is ingericht als eenrichtingsverkeersweg en alleen te berijden vanuit de richting Heppen naar Peer toe. De N73 is op dit stuk ook eenrichtingsverkeer, echter dan tegenovergestelde richting.